# Erna Wichmann-Elmqvist
Erna Wichmann-Elmqvist, född 23 juli 1869 i Hamburg, död 18 mars 1966 i Bromma, var en svensk målare. 
Hon var dotter till professorn EH Wichmann och från 1897 gift med konstnären Carl Hugo Magnus Elmqvist samt mor till  Orvar Elmqvist, Helga Elmqvist och Idina Elmqvist-Christiansen. Wichmann-Elmqvist studerade konst i Hamburg och Paris där hon träffade sin blivande man. Hon var från 1898 mestadels bosatt i Florens. Separat ställde hon ut i Paris 1897, Hamburg 1898, Norrköping 1900, Stockholm 1908 och Rom 1912. Hon medverkade i samlingsutställningar arrangerade av Föreningen Svenska Konstnärinnor och i en samlingsutställning på Galerie Heinemann i München. Hennes konst består av blommor i naturen, trädgårdsinteriörer och motiv från trakterna runt Florens utförda i akvarell och landskap och porträtt utförda i olja eller pastell. I början av 1960-talet återkom hon till Sverige. Hon är begravd på Bromma kyrkogård.